# 京阪ステーションマネジメント
株式会社京阪ステーションマネジメント（けいはんステーションマネジメント）は、大阪市に本社を置く京阪電気鉄道の完全子会社である。

## 概要
京阪電気鉄道営業推進部が管轄する京阪線（京阪本線、鴨東線、中之島線、宇治線、交野線）全60駅での駅業務の運営、営業、企画や駅ナカの誘致、運営などを京阪電気鉄道から受託して行っている。
2010年度からは京都市営地下鉄の一部の駅でも駅業務を受託していたが2016年3月をもって終了した。

## 沿革
- 2004年（平成16年）
  - 3月12日 - 株式会社京阪ステーションマネジメント設立。
  - 4月1日 - 京阪電気鉄道京阪線（京阪本線、鴨東線、宇治線、交野線）56駅での駅業務を受託。
- 2008年（平成20年）10月19日 - 京阪電気鉄道中之島線の開業に伴い新設された4駅での駅業務を受託。
- 2010年（平成22年）4月1日 - 京都市営地下鉄烏丸線1駅（丸太町駅）、東西線2駅（椥辻駅、東野駅）での駅業務を受託。
- 2011年（平成23年）4月1日 - 京都市営地下鉄烏丸線2駅（松ヶ崎駅、九条駅）での駅業務を受託。
- 2012年（平成24年）4月1日 - 京都市営地下鉄烏丸線5駅（北山駅、鞍馬口駅、五条駅、十条駅、くいな橋駅）、東西線7駅（石田駅、小野駅、蹴上駅、東山駅、京都市役所前駅、二条城前駅、西大路御池駅）での駅業務を受託。
- 2015年（平成27年）3月31日 - 京都市営地下鉄東西線の駅業務受託期間終了。
- 2016年（平成28年）3月31日 - 京都市営地下鉄烏丸線の駅業務受託期間終了。